# Грац
Грац (нем. Graz [ˈɡʁaːts], словен. Gradec — Градец) — город на юго-востоке Австрии на реке Муре, центр федеральной земли Штирия. Грац — второй по величине город страны, насчитывает более 270 тысяч жителей.
Площадь города составляет 127,57 км², население — 291 134 человека (1 января 2021), плотность населения — 2282 чел./км².

## Этимология
Название города славянского происхождения, происходит от «Градец» (Gradez, Gradec), ввиду особенностей произношения германцами этого славянского топонима.

## Административное деление
Грац разделён на 17 районов:
| I. Innere Stadt (3302) II. St. Leonhard (12 377) III. Geidorf (19 119) IV. Lend (22 369) V. Gries (22 658) VI. Jakomini (25 808) VII. Liebenau (11 556) VIII. St. Peter (12 809) IX. Waltendorf (10 782) | X. Ries (5789) XI. Mariatrost (7403) XII. Andritz (16 316) XIII. Gösting (11 489) XIV. Eggenberg (16 467) XV. Wetzelsdorf (12 225) XVI. Straßgang (12 212) XVII. Puntigam (6248) |

## Экономика
В городе развиты такие виды промышленности, как пивоварение, машиностроение, химическая, пищевая и текстильная. Международная ярмарка Граца является важным коммерческим и промышленным событием в юго-восточной Европе. В городе расположен машиностроительный концерн Andritz AG. В пригороде Граца находится единственный в Европе и восточном полушарии в целом завод фирмы Chrysler, выпускающий автомобили той же марки, а также марки Jeep и Dodge, но далеко не все модели.

## Политика
Бо́льшая часть депутатов городского совета (29 %) представлена членами Компартии Австрии, что привело к прозвищу города «Ленинграц» (Leningraz).

## Культура, образование
Грац издавна является городом студентов. Четыре университета, а именно: Грацский университет имени Карла и Франца, технический университет, медицинский университет, а также университет музыки и актёрского искусства с общим числом студентов в 55 тысяч, свидетельствуют о высокой значимости академического образования в Граце. Кроме того, в городе существуют два специальных высших учебных заведения политехнического (FH Joanneum) и экономического (FH für Wirtschaft-CAMPUS 02) направлений. С 2000 года действует Институт космических исследований.
В 1902 при кафедре криминологии технического университета австрийским учёным Гансом Гроссом был создан первый в мире музей криминалистики.
Церковь Домкирхе и замок Шлоссберг, вместе с городскими черепичными крышами, придают Грацу особое очарование.
В 1999 году центр Старого города Граца был объявлен ЮНЕСКО мировым культурным наследием.
В 2003 году Грац был выбран культурной столицей Европы. В рамках этой программы был открыт музей современного искусства Кунстхаус, здание которого стало одним из новых символов города.
В 2008 году в Граце прошли 5-е всемирные хоровые игры (Хоровая олимпиада) World Choir Games. В них приняли участие 411 хоров из 93 стран мира.
Каждый год в начале осени в Граце проходит фестиваль современного искусства Steirischer Herbst («Штирийская осень»). Это самый старый в Европе фестиваль искусства нашей эпохи (проводится с 1968 года).
В спорте Грац известен как место начала бодибилдерской карьеры Арнольда Шварценеггера, где он начал заниматься в тренажёрном зале «Либенауэр» с 14 лет.

## Спорт
В Граце базируется четырёхкратный чемпион Австрии по футболу — футбольный клуб «Штурм». Его домашней ареной является стадион Mercur Arena, вмещающий 15 400 человек. Также на этом стадионе выступает другой клуб из Граца — ГАК — чемпион Австрии 2004 года.
С 2009 года в Граце проходит ежегодный международный турнир по фигурному катанию Icechallenge.
Также в 2020 году в Граце был проведён Чемпионат Европы по фигурному катанию.

## Музей-арсенал
Ещё одна достопримечательность города — легендарный Грацский арсенал.
Он появился в XVI веке, когда Грац стал на пути турецкого завоевания Центральной Европы. Благодаря мужеству жителей и огромному арсеналу, способному вооружить 16 тысяч воинов, завоевание не состоялось.
В 1749 году императрица Мария Терезия распорядилась централизовать оборону австрийских земель, и арсеналы вне столицы были упразднены. Исключение было сделано только для Граца, так как местные жители добились придания ему статуса памятника истории и культуры.
Сейчас арсенал является музеем. В нём хранятся 3300 доспехов и шлемов, свыше 7800 единиц стрелкового оружия, а также 2500 мечей и сабель. Общее число экспонатов музея около 32 тысяч.
Первый этаж арсенала посвящён кремнёвому, колесцовому и огнестрельному оружию.
Второй и третий этажи содержат железные доспехи и оружие, как турнирное, так и боевое. Помимо рыцарского, много снаряжения и оружия, которое использовалось простыми солдатами неблагородного сословия. Также есть несколько доспехов для коня рыцаря, в том числе с решётчатым прикрытием глаз.
На четвёртом этаже хранятся музыкальные инструменты: полковые барабаны, трубы, горны и другие.

## Население
| Год  | Численность |
| ---- | ----------- |
| 1869 | 98229       |
| 1889 | 116770      |
| 1890 | 135660      |
| 1900 | 168808      |
| 1910 | 193790      |
| 1923 | 199578      |
| 1934 | 210845      |
| 1939 | 208016      |
| 1951 | 226453      |
| 1961 | 237080      |
| 1971 | 249089      |
| 1981 | 243166      |
| 1991 | 237810      |
| 2001 | 226244      |
| 2011 | 261726      |
| 2021 | 291134      |

## Транспорт
В городе работает трамвайная система — Грацский трамвай.
Аэропорт Грац-Талерхоф, расположенный приблизительно в 10 км к югу от центра города, обеспечивает воздушное сообщение со странами Европы, Северной Африки и Турцией.

## Церкви
- Домкирхе
- Базилика Марии Утешительницы в Граце

## Города-побратимы
- Ковентри, Великобритания (1948)
- Монтклэр[англ.], Нью-Джерси, США (1950)
- Гронинген, Нидерланды (1965)
- Дармштадт, Германия (1968)
- Тронхейм, Норвегия (1968)
- Пула, Хорватия (1972)
- Триест, Италия (1973)
- Марибор, Словения (1987)
- Печ, Венгрия (1989)
- Дубровник, Хорватия (1994)
- Санкт-Петербург, Россия (2001)
- Любляна, Словения (2001)
- Тимишоара, Румыния (1982, 2013)[15]